# Латоур
Латоур — коммуна в Суринаме , расположенная в районе Парамарибо. Его население по переписи 2012 года составляло 29 526 человек.
Он граничит на севере с пригородами Тамменга, Флора и Беекхёйзен, на востоке с пригородом Ливорно, на юге с пригородом Понтбёйтен и на западе с районом Ваника.